# Anassagora
Anassàgora (in greco antico: Ἀναξαγόρας?, Anaxagóras; in latino Anaxagŏras; Clazomene, 496 a.C. – Lampsaco, 428 a.C. circa) è stato un filosofo greco antico.
Anassagora è un filosofo presocratico, annoverato tra i fisici pluralisti insieme con Empedocle e Democrito. Fu il primo filosofo a "importare" la filosofia nella penisola greca, più precisamente ad Atene (prima di lui la filosofia era diffusa solamente nelle colonie greche dell'Anatolia e della Magna Grecia).
Nel 462 a.C. si stabilì nella Atene governata da Pericle. Questa città era un importante centro culturale per l'epoca. Anassagora formulò nuove ipotesi, in cui giunse alla conclusione che esistono, sparse in tutto l'universo, sostanze semplici, in continuo movimento (omeomerie).  Sono particelle piccolissime che si raggruppano e si separano dando origine alle cose e agli esseri. Il movimento continuo è impresso alle particelle da una sostanza leggera e sottile, diffusa in tutto l'universo. Anassagora formulò inoltre ipotesi anche sul moto dei corpi celesti. Per le sue affermazioni fu considerato empio e fu allontanato da Atene.

## Biografia
Secondo Diogene Laerzio Anassagora, nato nella 70ª Olimpiade (500-497 a.C.), era figlio di un certo Egesibulo o Eubulo, nobile e ricco cittadino di Clazomene, fu così magnanimo e disinteressato da lasciare l'eredità paterna ai familiari. Il suo esclusivo interesse era infatti rivolto allo studio della natura, per il quale trascurò anche di partecipare agli affari politici, tanto da essere accusato di non avere a cuore i problemi della sua nazione. Al che, egli avrebbe risposto, mostrando il cielo: «M'importa e molto della mia terra».
Secondo il consolidato tòpos del filosofo tutto assorbito nei propri studi, altri aneddoti vengono riferiti da Diogene Laerzio a sostegno del suo disinteresse per la ricchezza e dell'indifferenza verso una terra specifica che non sia il mondo: alla vista dell'imponente sepolcro di Mausolo avrebbe commentato che «un sepolcro sfarzoso è l'immagine della ricchezza pietrificata», mentre a chi si lamentava di dover morire in terra straniera avrebbe risposto che «da qualsiasi luogo è uguale la discesa verso l'Ade».
Di filosofia avrebbe cominciato a occuparsi intorno ai venti anni, trovandosi già ad Atene, al tempo dell'arcontato di Callide (480) risiedendovi per trenta anni.

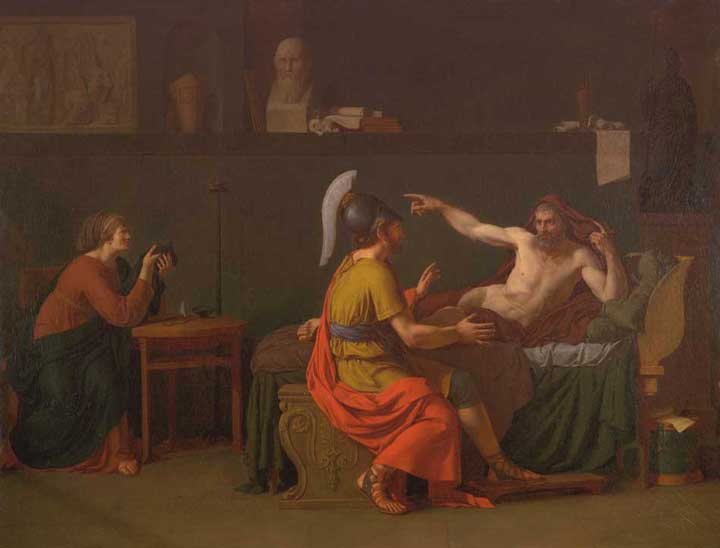
Louis Augustin Belle: Pericle e Anassagora

Ad Atene divenne amico e maestro di Pericle, impegnato nel rinnovamento politico e culturale della città. Intorno alla metà del V secolo gli avversari politici di Pericle, per meglio combattere lo statista ateniese, cercarono di fare il vuoto intorno a lui, eliminando i suoi collaboratori con accuse infamanti: così, Anassagora, per le sue opinioni riguardo al Sole e alla Luna, ritenuti rispettivamente una massa incandescente e un globo roccioso, anziché delle divinità, fu accusato di empietà (asébeia) da un certo Cleone, secondo quanto riferisce nella sua Successione dei filosofi Sozione il Peripatetico, il quale sostiene che Anassagora, difeso da Pericle, sarebbe stato condannato al pagamento di una multa di cinque talenti e all'esilio.
Secondo Satiro di Callati l'accusa di empietà e di medismo fu portata da Tucidide di Melesia, anch'egli avversario della politica di Pericle. Secondo questa versione, egli sarebbe stato condannato a morte in contumacia; invece Ermippo di Smirne scrive che fu rinchiuso in prigione e condannato a morte. Allora Pericle, perorando la sua causa, ne avrebbe ottenuto la liberazione, ma Anassagora si sarebbe ucciso, non sopportando l'affronto subito. Un'altra tradizione, riportata da Ieronimo di Rodi sostiene invece che i giudici, vedendolo sfinito dalla malattia, lo liberarono per compassione.
La tradizione più diffusa attesta comunque che Anassagora si ritirò nell'Ellesponto, a Lampsaco, dove sarebbe stato accolto con tutti gli onori dai governanti della città e dove morì, dopo aver ancora tenuto una scuola. Sulla sua tomba sarebbe stato posto l'epitaffio.
Il suo pensiero è conservato in ventidue frammenti, appartenenti al primo libro di un suo scritto sulla natura, che riportano gli elementi generali della sua dottrina.

## Pensiero
(Aristotele, Metafisica, A 3, 984b 15, trad. di G. Reale, Bompiani, Milano 2010, p. 21)

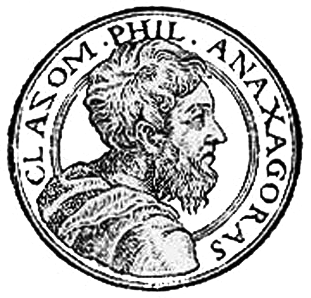
Anassagora

Il pensiero di Anassagora presenta analogie con quello di Empedocle, secondo cui nulla nasce e nulla perisce, ma nascita e morte sono solo termini convenzionalmente utilizzati dagli esseri umani per identificare mescolanza e disgregazione delle parti dell'Essere.
A differenza di Empedocle, Anassagora chiama queste parti «semi originari» (spermata, in greco). I semi sono caratterizzati dall'essere di numero infinito, identici tra loro ed infinitamente divisibili; in seguito a questa definizione Aristotele li chiamerà anche omeomerie, cioè parti simili perché hanno gli stessi caratteri del tutto che entrano a costituire. L'oro, a esempio, è costituito in prevalenza da semi d'oro, in esso però ci sono anche, in minor quantità, semi di tutte le altre sostanze. Perciò Anassagora dice "tutte le cose sono insieme" e  "tutte le cose sono in ogni cosa". L'unione dei semi dà origine alla materia; essa si differenzia solo in base alla diversa qualità e quantità di semi presenti in essa.
Dai semi il filosofo distingue una forza che li fa muovere e li ordina, ed imprime loro l'energia necessaria alla trasformazione (o Divenire Continuo, simile al Ciclo Cosmico di Empedocle). Questa forza è un'intelligenza divina, il Nous (Nus), che governa i semi e non appartiene alla materia. Anassagora lo definisce intelletto. Esso è «la più sottile e la più pura di tutte le cose e possiede completa conoscenza di tutto e enorme potere illimitato, indipendente e non mescolato a cosa alcuna, ma sta da solo in se stesso», non partecipa alcun ente mentre «tutte le cose partecipano del tutto» È un essere etereo, quasi immateriale, onnisciente e autocosciente, libero e signore degli enti liberi, uniformemente puro, identico e indifferenziato, consistente nell'unità primigenia di quelle qualità che sono percepibili come opposti. 
Il cosmo nasce dall'opera ordinatrice del Nous all'interno di una mescolanza di «semi di tutti gli elementi, aventi forme, colori e sapori di ogni tipo».
La parola Nous, scritta con la lettera maiuscola come un nome proprio di persona sconosciuto al pantheon delle divinità greche, indica un Pensiero cosmico impersonale, privo di qualsiasi riferimento a una realtà corporea. La divinità incorporea di Anassagora viene anche chiamata chrema (χρῆμα, cioè «ammasso»), al pari degli altri enti, sebbene esso sia definito come l'opposto della mescolanza. Il Nous è la causa efficiente del moto a vortice (perichoresis) che divide la mescolanza iniziale in due parti: un insieme che rimane una massa infinita quantitativamente e indefinita qualitativamente, ed un cosmo di forma sferoidale ordinato razionalmente dal Nous. Aristotele identificherà il Nous di Empedocle e di Anassagora con il motore immobile e con il Bene che riflette la bontà intrinseca al suo essere in quella degli enti del mondo, attraendoli a sé in modo non dissimile dalla forza di amicizia introdotta dalla filosofia di Empedocle.
La lettura teleologica e provvidenziale data da Aristotele fu dibattuta dai pensatori successivi e talora considerata una deduzione arbitraria.
La possibile trascendenza del Nous non è univocamente stabilita, poiché il Nous potrebbe appartenere a quella parte del miscuglio di omeomerie che rimane priva di differenze qualitative.
Il nous di Anassagora costituiva però un concetto molto più sofisticato dell'amore-odio di Empedocle; esso, difatti, non aveva più nulla di antropomorfico, come invece erano l'odio e l'amore del filosofo di Agrigento. Per averlo ammesso, egli fu lodato da Platone e da Aristotele.
Essi riconobbero al filosofo di Clazomene il merito di aver introdotto nella spiegazione della natura un principio intelligente che risultava separato dalle cose, anche se gli rimproverarono il fatto di non aver tratto tutte le conseguenze derivanti da una tale ammissione.
Anche in età moderna un grande filosofo come Hegel apprezzò il nous di Anassagora affermando che con Anassagora si schiude un tutt'altro regno poiché con lui comincia ad apparire un raggio di luce, seppur fioco.
Circa la misteriosa natura di questa Mente divina sono state prospettate almeno due interpretazioni: una naturalistica e una spiritualistica.
Secondo la prima ipotesi il nous, pur non coincidendo con i semi, costituiva comunque una sorta di essenza materiale, anche se si trattava di una materia pura, semplice ed incorruttibile, di una specie di livello profondo e nascosto della materia, quindi in qualche modo diverso dalla materia degli enti naturali.
La seconda ipotesi attribuisce invece al nous di Anassagora una natura immateriale.
Il filosofo di Clazomene avrebbe cioè già intuito il concetto di essenza o forma ideale, che sarà elaborato da Platone e Aristotele.
Fu posto da Dante (che lo menziona anche nel Convivio, II. XIV. 6), per il suo valore, nel castello degli "spiriti magni" pagani (Inf. IV. 137).

### Meditazione sulla morte
Ad Anassagora viene fatto risalire anche il principio morale della meléte thanàtou (μελέτη θανάτου), ossia della "meditazione sulla morte", cosa di cui sembra che il filosofo fosse solito discutere insieme a Pericle. Il concetto del "prendersi cura della morte" avrà poi largo seguito nel pensiero filosofico. Alla figura di Anassagora, sotto questo profilo, si ispireranno gli Stoici, che ammirarono l'imperturbabilità di cui dette prova alla notizia della morte del figlio, allorché rispose lapidariamente: "Sapevo di averlo generato mortale". In epoca latina, sarà Cicerone a servirsi del principio della meléte thanàtou nelle Tuscolanae disputationes, riconducendolo però a Socrate: «Infatti la vita del filosofo, sempre secondo il medesimo [Socrate] è tutta una preparazione alla morte».

## Scientificità e gnoseologia
Gli interessi scientifici di Anassagora furono indiscutibili, tanto da meritargli l'appellativo di «fisicissimo», a indicare la sua grande predisposizione verso lo studio della natura.
Da più parti è stata sottolineata la sua eccezionale attitudine all'osservazione dei fatti d'esperienza «ciò che più colpisce in Anassagora è il rigore del metodo scientifico che, basandosi sull'esperienza e sull'osservazione diretta, induce a ipotesi non fantastiche, ma verosimili, razionalmente valide, e che servono al proseguimento dell'indagine della natura, alla ricerca di tecniche con cui operare e costruire» (Francesco Adorno).
Varie furono le teorie che, attribuite ad Anassagora, ne testimoniarono l'attitudine scientifica: studi riguardanti la geometria e la caduta di massi, previsioni di scosse telluriche e analisi del meccanismo fisiologico della nutrizione. 
Diogene Laerzio riferisce come Anassagora ritenesse la Luna abitata; nella sua cosmologia infatti, i semi, unendosi e separandosi, formavano sistemi planetari simili al nostro, quindi esistevano una pluralità di corpi celesti analoghi al Sole, alla Luna e alla Terra.
Tra l'altro sembra che appartenga a lui la tesi che individuava nel cervello (e non nel cuore) il centro coordinatore della sensibilità (oltre che del pensiero), teoria che un'ampia tradizione storiografica attribuisce invece al pitagorico Alcmeone (vedi pitagorici).
Anassagora approfondì anche il problema della conoscenza, sviluppando delle idee piuttosto originali. Schematicamente furono tre i concetti essenziali della sua teoria gnoseologica:
1. l'esperienza e le sensazioni;
2. la memoria;
3. la tecnica.

Il filosofo di Clazomene colse e sottolineò in particolare la centralità dell'esperienza, senza la quale nessuna conoscenza sarebbe stata possibile: l'esperienza, cioè il rapporto con il mondo, implicava naturalmente la sensibilità, ossia la capacità di subire modificazioni sotto l'influsso di oggetti esterni. Valeva, in maniera diametralmente opposta a Empedocle, il principio secondo cui "il diverso conosce il diverso": l'organo di senso conosce in una misura inversamente proporzionale al grado in cui possiede la qualità percepita (a esempio la mano fredda conosce meglio un oggetto caldo e lo percepisce più intenso di una mano calda).
Il contenuto delle sensazioni si depositava poi nella mente sotto forma di memoria, cioè quella facoltà che rendeva possibile la conservazione delle esperienze e delle conoscenze acquisite. L'accumulazione e l'organizzazione di tali conoscenze nella memoria generava la sapienza (sophia), da cui nasceva la tecnica, cioè la capacità di utilizzare le conoscenze per costruire oggetti e modificare la natura.
La tecnica si basava soprattutto sulla manualità, tanto che Anassagora ritenne che fossero state proprio le mani gli organi che avevano dato all'uomo la superiorità sugli altri animali.
Il filosofo inoltre approfondì anche il meccanismo fisiologico della conoscenza, pervenendo a una concezione opposta a quella di Empedocle: all'origine delle percezioni umane c'erano i contrasti tra elementi opposti (con il caldo si percepiva il freddo, con il dolce l'amaro eccetera), quindi si conosceva sulla base del dissimile, e non del simile.
Gli è stato dedicato un asteroide, 4180 Anaxagoras.

### Edizioni e traduzioni
- Anassagora, Testimonianze e frammenti testo greco, introduzione, traduzione e commento a cura di Diego Lanza, Firenze: La Nuova Italia, 1966.
- Anassagora, Frammenti e testimonianze: Sulla natura, a cura di Giovanni Gilardoni e Giampiero Giugnoli, Milano: Bompiani, 2002.
- I presocratici. Prima traduzione integrale con testi originali a fronte delle testimonianze e dei frammenti di Hermann Diels e Walther Kranz, a cura di Giovanni Reale, Milano: Bompiani, 2006.

### Studi
- Diego Lanza, Il pensiero di Anassagora, Milano, Istituto Lombardo di Scienze e Lettere, 1965.
- Pietro Mazzeo, Anassagora, il primo sinolo, Editrice Tipografica, Bari, 2014
- Tzamalikos Panayiotis, Anaxagoras, Origen, and Neoplatonism. The Legacy of Anaxagoras to Classical and Late Antiquity, Berlino, Walter de Gruyter, 2016.
- Francesco Romano, Anassagora, Padova, Cedam, 1974.
- Maria Luisa Silvestre, Anassagora nella storiografia filosofica dal V sec. a.C. al VI sec. d.C., Roma, Edizioni dell'Ateneo, 1988.
- Gherardo Ugolini, Appunti sullo stile di Anassagora, Elenchos,  n. 6, 1985, pp. 315–332.